# Inselberg
Ne doit pas être confondu avec Tuya ou Mesa.

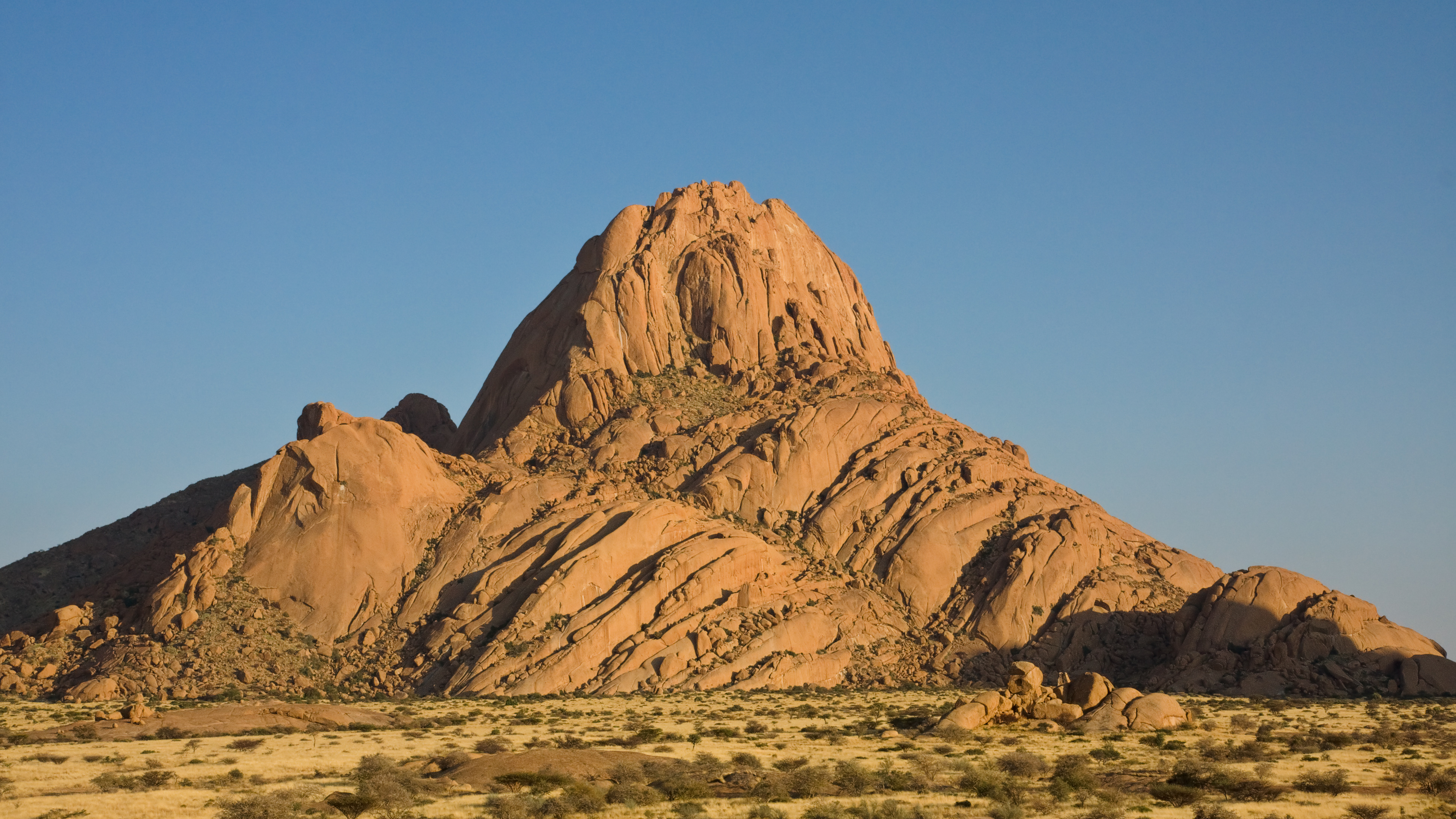
Spitzkoppe, Namibie : inselberg et pédiment.

Un inselberg ou monadnock est un relief (colline ou petit massif) isolé qui domine significativement une plaine ou un plateau subhorizontal (glacis d'érosion de type pédiment accumulé à son pied). Selon le Dictionnaire de la géographie de Pierre George (1970), il s'agit, brièvement, d'un relief résiduel rocheux, escarpé ; Pierre Birot les décrira ensuite comme des montagnes miniatures créées par l'érosion.

## Origine du terme et synonymes
Le terme inselberg provient de l'allemand berg et insel signifiant « montagne-île ». Il peut s'écrire inselbergs, inselberge ou inselgebirge au pluriel.
Le terme a été conçu par W. Bornhardt en 1898 pour désigner un relief montrant des flancs abrupts, isolé et entouré par un pédiment (glacis d’érosion constitué sur des roches dures, au pied d’un inselberg) et sa définition a donné lieu dès le tout début du XXe siècle à une très abondante littérature scientifique. Cependant, les confusions persistent dans beaucoup d'ouvrages de vulgarisation.
Les formations de ce type sont abondantes dans le Sud de l'Afrique,. En Afrique de l'Est et du Sud, le terme kopje est également utilisé. Aux États-Unis, le terme monadnock est privilégié et dérive d'un mot amérindien de la langue abénaquie. D'autres synonymes sont employés en géologie comme montinsule ou cabouron.

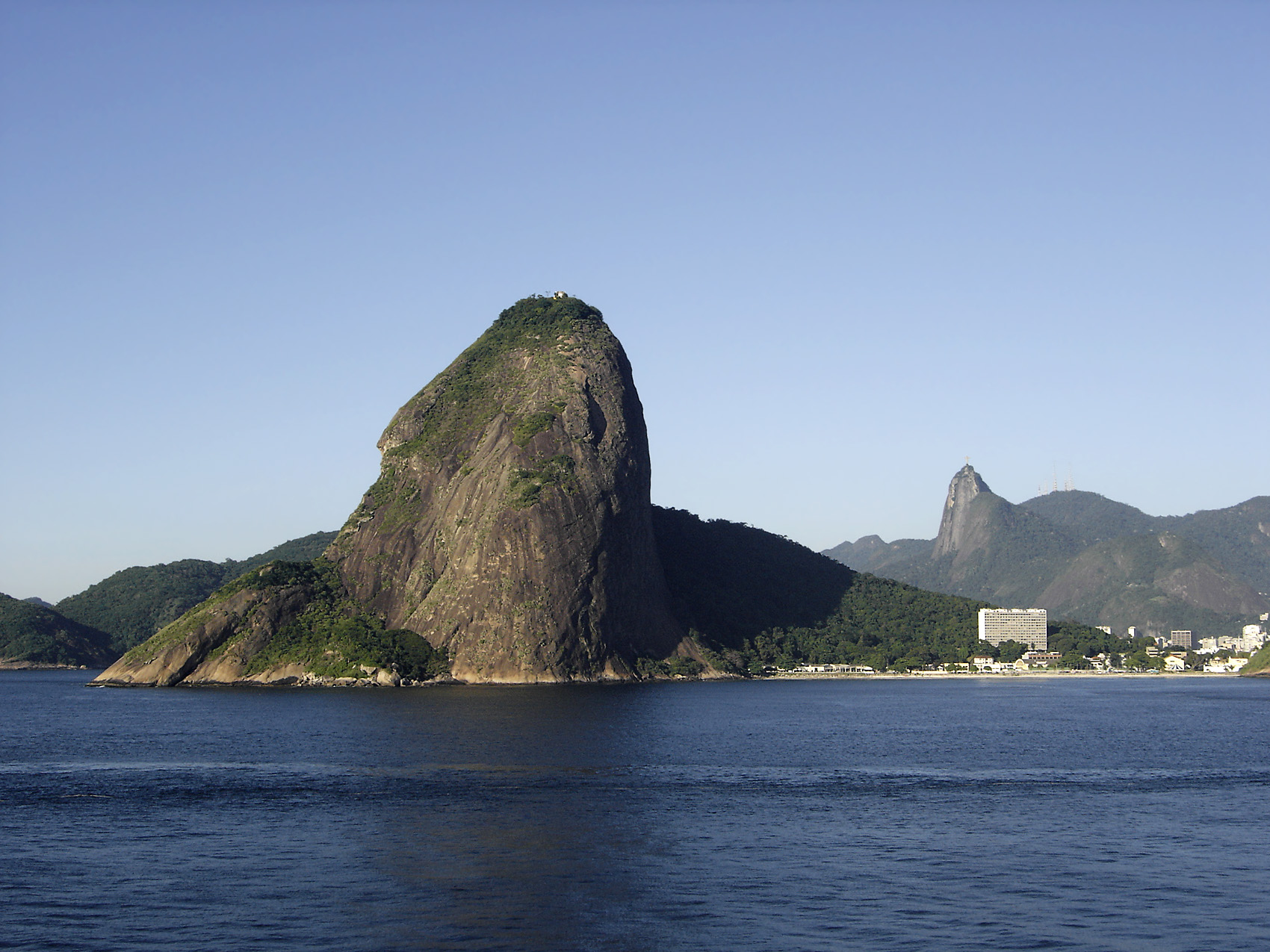
Le Pain de Sucre et le Corcovado, inselbergs du Brésil
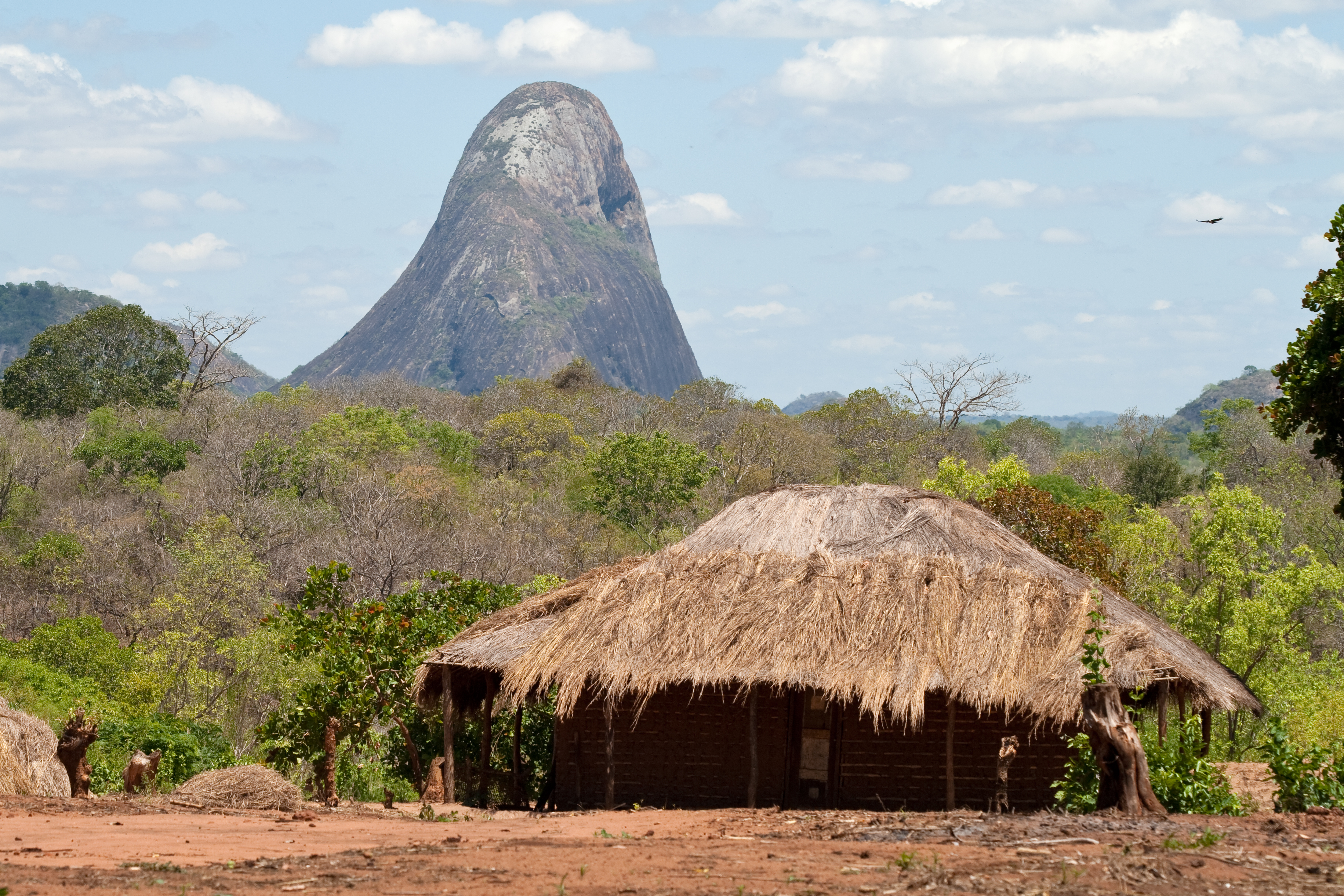
Nivali, province de Nampula, Mozambique
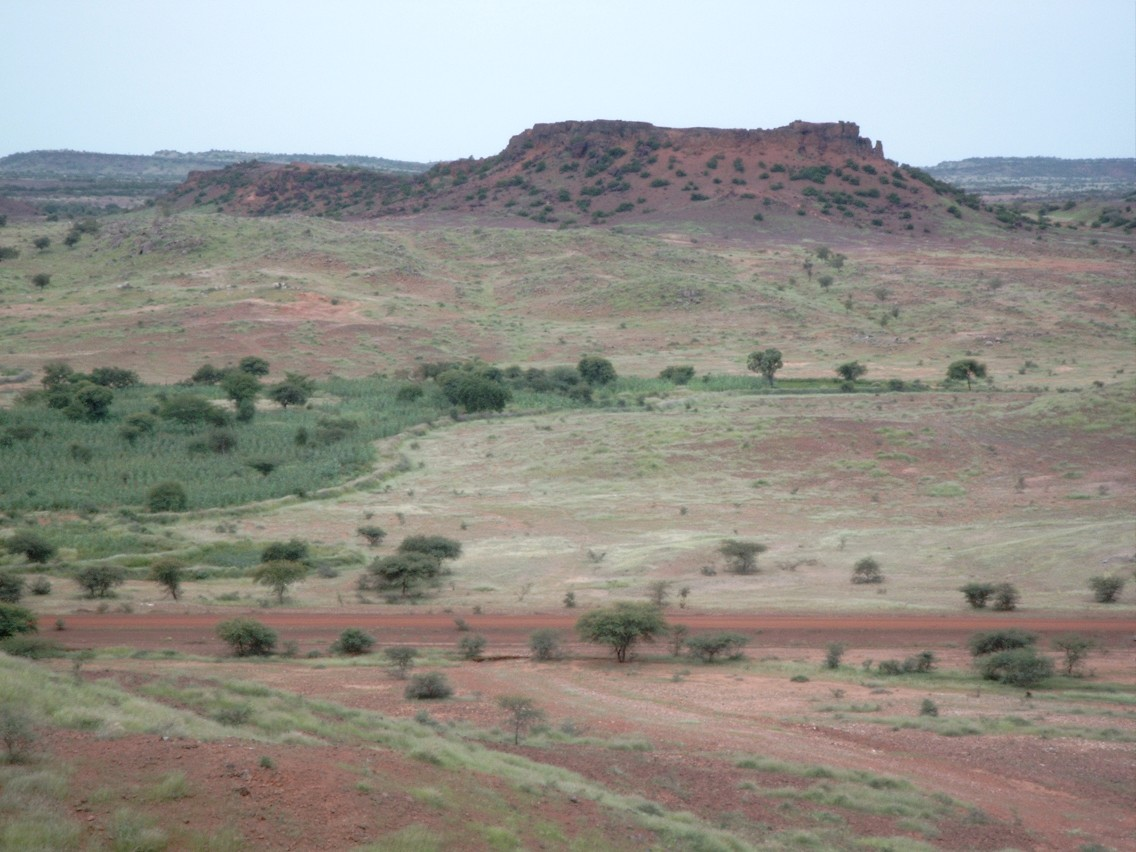
Un inselberg près de Dori, au Burkina Faso

## Géomorphologie

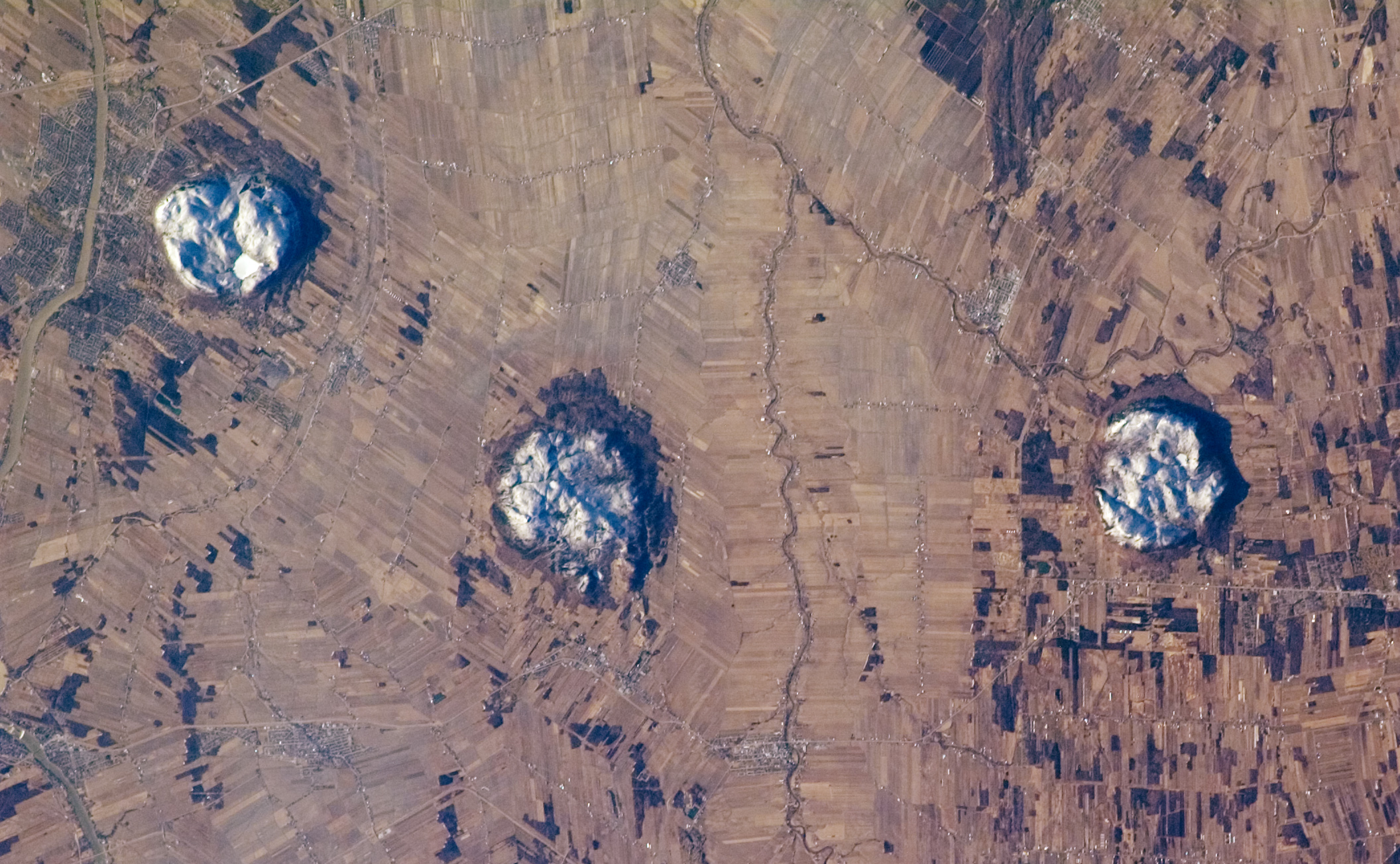
Collines montérégiennes, Québec (image satellitale NASA, 2007).

Inselbergs et bornhardts représentent des formes ubiquistes présentes depuis les savanes tropicales jusqu’aux socles englacés des hautes latitudes. Ces reliefs (souvent granitiques) dominent le paysage, une pédiplaine (surface sensiblement horizontale, constituée par un ensemble de pédiments) : lorsque la roche moins résistante de la plaine ou du plateau est érodée, les matériaux plus durs de l'inselberg forment une « montagne » isolée, résiduelle.

### Éléments géomorphologiques associés
- pédiment correspond au glacis d’érosion constitué sur des roches dures au pied de l'inselberg.
- pédiplaine correspond à un ensemble de pédiments, très légèrement incliné ou presque à l'horizontale.
- knick correspond à la rupture de pente établissant le raccord entre inselberg et pédiment.
- tor est un relief résiduel, constitué par des éléments de roches non altérées dans un contexte de matériau météorisé souvent au sommet d'un inselberg ou d'un pédiment (voir chaos de boules ou de blocs des paysages granitiques).
- monolithe naturel
- tepuy
- dyke
- neck
- mogote
- klippe
- butte-témoin

## Inselbergs emblématiques ou remarquables
La plupart sont considérés comme des géotopes et classés au patrimoine mondial de l'UNESCO :
- Mont-Saint-Michel, Mont-Saint-Michel, France ;
- Suilven, Écosse ;
- Le Pain de Sucre, Rio de Janeiro, Brésil ;
- Mont Monadnock, New Hampshire, États-Unis ;
- Tsodilo Hills, Botswana ;
- Massif Mulanje, Malawi.

### Québec et Terre-Neuve-Labrador
- Collines Montérégiennes
- Mont Chaudron, aussi appelé mont Cheminis (527 m), situé dans le quartier Arntfield de Rouyn-Noranda en Abitibi-Témiscamingue
- Cabourons du Kamouraska
- au centre de Terre-Neuve, des tolts de 100 m dominent les hautes-terres, les trois tolts au nord de Buchans : Main Topsail,  Gaff Topsail et Mizzen Topsail évoqueraient les hautes voiles d'un trois-mâts

### Lesmonadnocksdes États-Unis
- Mont Monadnock, site éponyme de Nouvelle-Angleterre.

### Australie
En Australie, plusieurs ensembles d'inselbergs sont répartis sur le bouclier :
- Uluru/Ayers Rock, Mont Augustus et Kata Tjuṯa/monts Olga ;
- Mont Conner, Attila ou Artilla (859 m), dans les Territoires du Nord (sommet plat et en forme de fer-à-cheval) ;
- Mont Cooroy (408 m) dans le Sud-Est du Queensland ;
- Murphy's Haystacks dans la plaine de Nullabor, péninsule de Eyre : deux ensembles de granite rose Hiltaba de 1 590 millions d'années noyé dans les dunes quaternaires de 34 000 ans)[5] ;
- Wave Rock - Hyden Rock, Australie occidentale (2,63 milliards d'années, partie du craton d'Ylgarn).

Ensemble des Kata Tjuta/monts Olga (1 070 m), Australie : inselbergs (arkoses néoprotérozoïques) et pédiment (plaine) dominé de 400 à 600 m ; modelé en dômes arrondis, ravinements et traces de décompression, méga-écaillage.

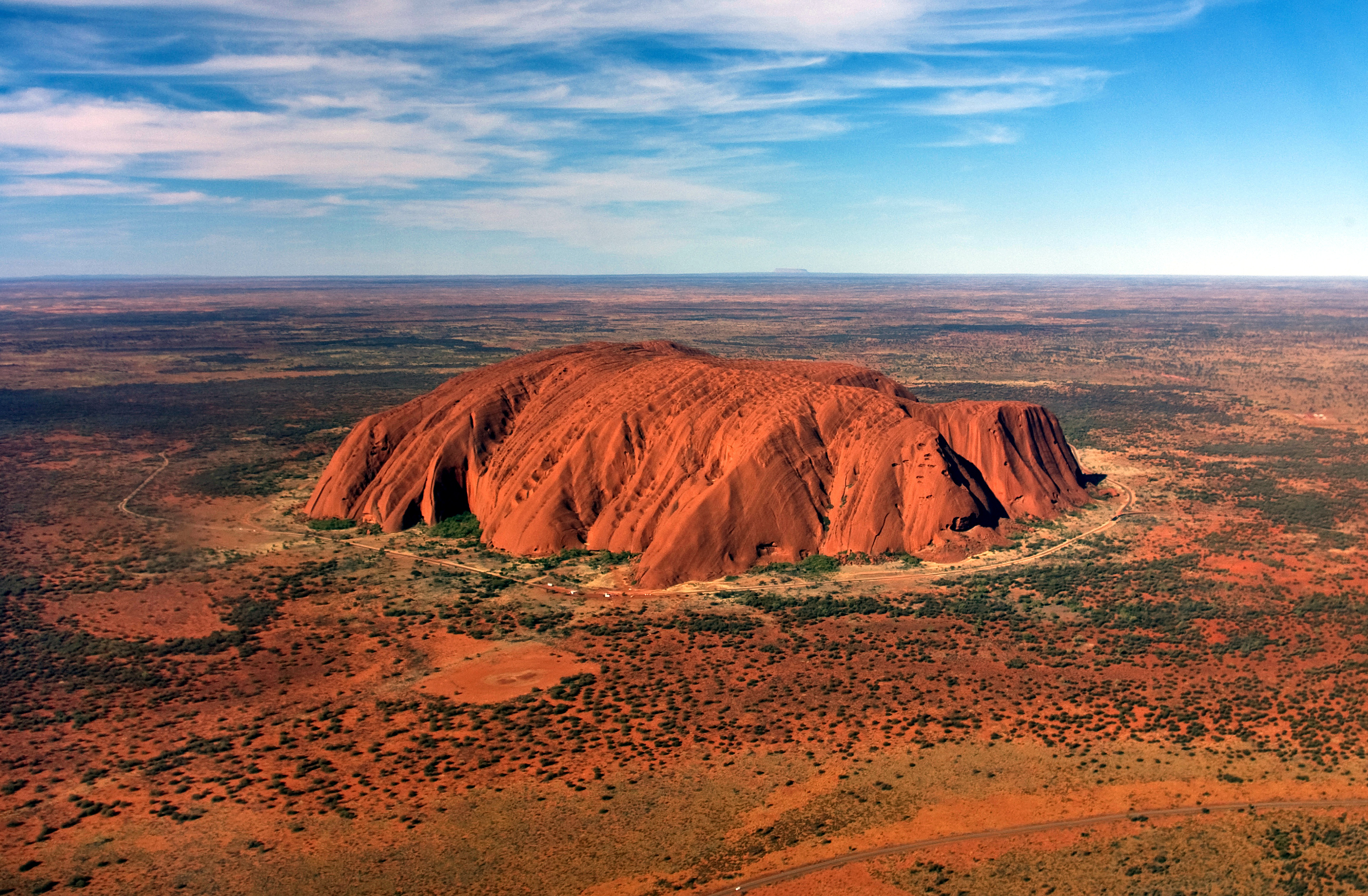
Uluru/Ayers Rock.
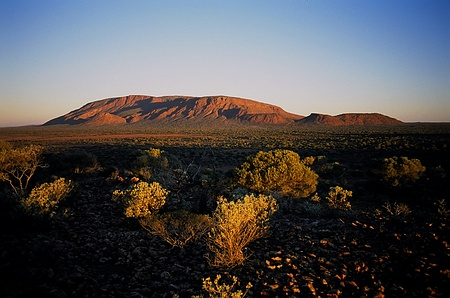
Mont Augustus.
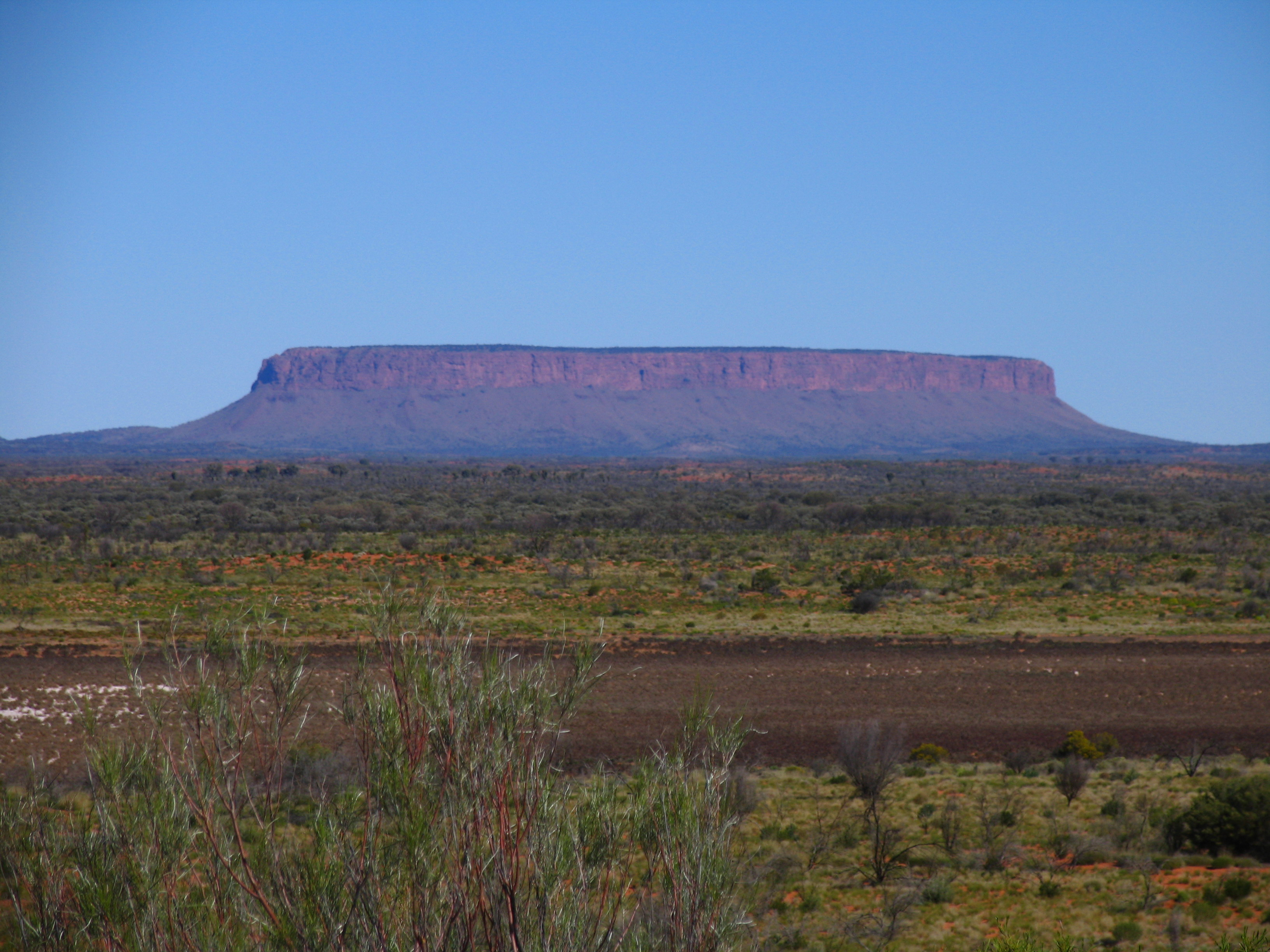
Mont Conner, Territoire du Nord, Australie.
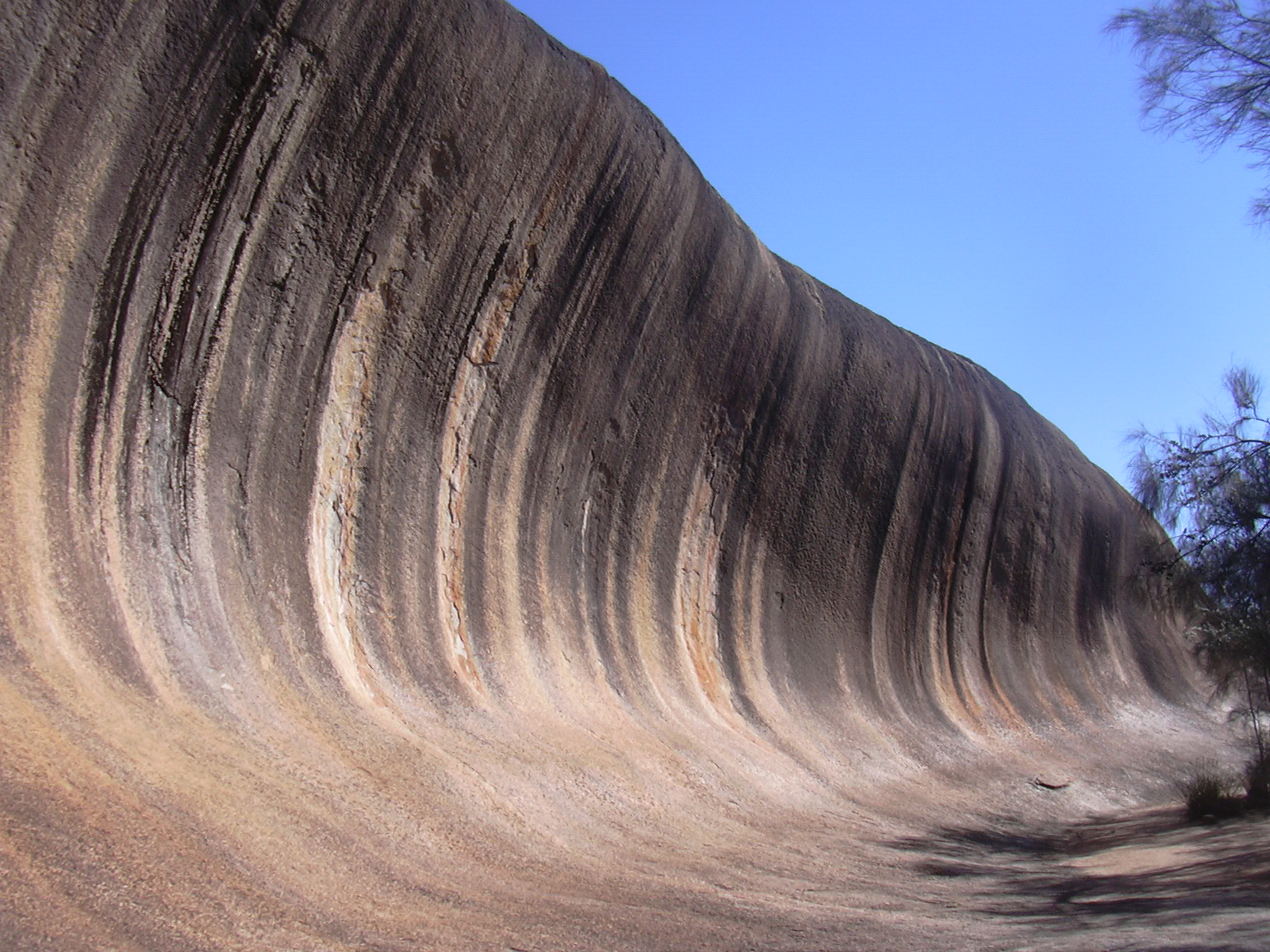
Wave Rock, Australie-Occidentale.

### Guyane
- Savane roche Malmaison.
- Monts Tumuc-Humac (savanes-roches et inselbergs).
- Mont Chauve (265 m).
- Piton d’Armontabo (382 m).
- Pic du Grand Croissant à la crique Nousirri (324 m).
- Pic Matécho (567 m).
- Roche Susky.
- Roche Koutou.